# Еїліка Олденбурзька
Герцогиня Еїліка Ольденбурзька (нім. Duchess Eilika Helene Jutta Clementine of Oldenburg; 22 серпня 1972, м. Бад-Зегеберг, ФРН) — німецька аристократка, княжна, дружина титулярного австро-угорського короля Георга Габсбурґа-Лотаринґена, що є третім в черзі на правонаступництво на Імператорський престол. Вона була в черзі правонаступництва на британську корону, до того як одружилась з римо-католиком.

## Біографія
Народилась 22 серпня 1972 року в місті Бад-Зегеберг, у родині колишнього Великого князя Ольденбурзького. Є дочкою князя Йоганна Ольденбурга та його дружини графині Ілки Ортенбург. Її батько був молодшим сином Ніколауса Ольденбурзького, спадкового Великого князя Ольденбурга та його дружини принцеси Хелен Вальдек-Пірмонт.
18 жовтня 1997 року Ейліка одружилась з спадковим принцом Георгом Габсбурґ-Лотаринґен у базиліці Св. Стефана в Будапешті (Угорщина). Серед гостей на весіллі були король Іспанії Філіп VI, князь Монако Альберт ІІ, король Марокко Хасан II. Папа Іван Павло II відправив свої найкращі побажання парі, а посли багатьох іноземних держав, включаючи США, брали участь як представники. Церемонія транслювалася в прямому ефірі на угорському телебаченні.
Їхнє весілля було першим союзом між Католицькими Габсбурґами і Лютеранськими Ольденбургами в історії двох родів. 
У пари є троє дітей:
- Софія Марія Тетяна Моніка Елізабет Катерина (Sophie Maria Tatiana Monica Elisabeth Catherine), народилася в Будапешті 12 січня 2001 року;
- Хільда Марія Вальбурга (Hilda Maria Walburga), народилася в Будапешті 6 червня 2002 року;
- Карл-Костянтин Міхаель Стефан Марія  (Karl-Konstantin Michael Stephan Maria), народився в Будапешті, 20 липня 2004 р.

Георг єдиний з його братів і сестер, що вступив у династично рівноправний шлюб відповідно до історичних імператорських законів сім'ї Габсбурґів. Якби їх батько, титулярний Імператор Австро-Угорщини Отто фон Габсбурґ не визнав шлюб свого старшого сина Карла з баронесою Франческою Тиссен-Борнеміса, Георг міг би стати спадкоємцем престолу.
Разом з родиною живе поруч із селищем Соскут, в районі Пешт в Угорщині. Їх діти є першими Габсбурґами, які народились в Угорщині, після падіння Австро-Угорської імперії.